# Мауро Белуджи
Мауро Белуджи (на италиански: Mauro Bellugi) е италиански футболист, защитник.

## Кариера
Белуджи започва кариерата си в Интер от Милано, като дебютира за тях на 31 август 1969 г. в мач от Копа Италия. За пет сезона с Интер той изиграва 90 мача в Серия А и 137 пъти във всички състезания.
По-късно Белуджи играе и за Болоня, Наполи и Пистоезе.

### Национален отбор
Белуджи изиграва 31 мача за националния отбор на Италия от 1972 до 1980 г. Той изиграва пет мача на Световното първенство по футбол през 1978 г., където Италия успява да завърши на четвърто място и също е в идеалният отбор на турнира през 1974 г. Последният му мач за Италия е срещу Швейцария в Удине на 17 ноември 1979 г. Той остава резерва на италианския отбор, който успява да завърши на четвърто място на Евро 1980 на родна земя.

## Смърт
През декември 2020 г. заболява от Ковид-19 и вследствие на това, са ампутирани краката му. Почива на 20 февруари 2021 г.

## Отличия

### Отборни
Интер
- Серия А: 1970/71

Болоня
- Копа Италия: 1974